# Thorvald Meyer

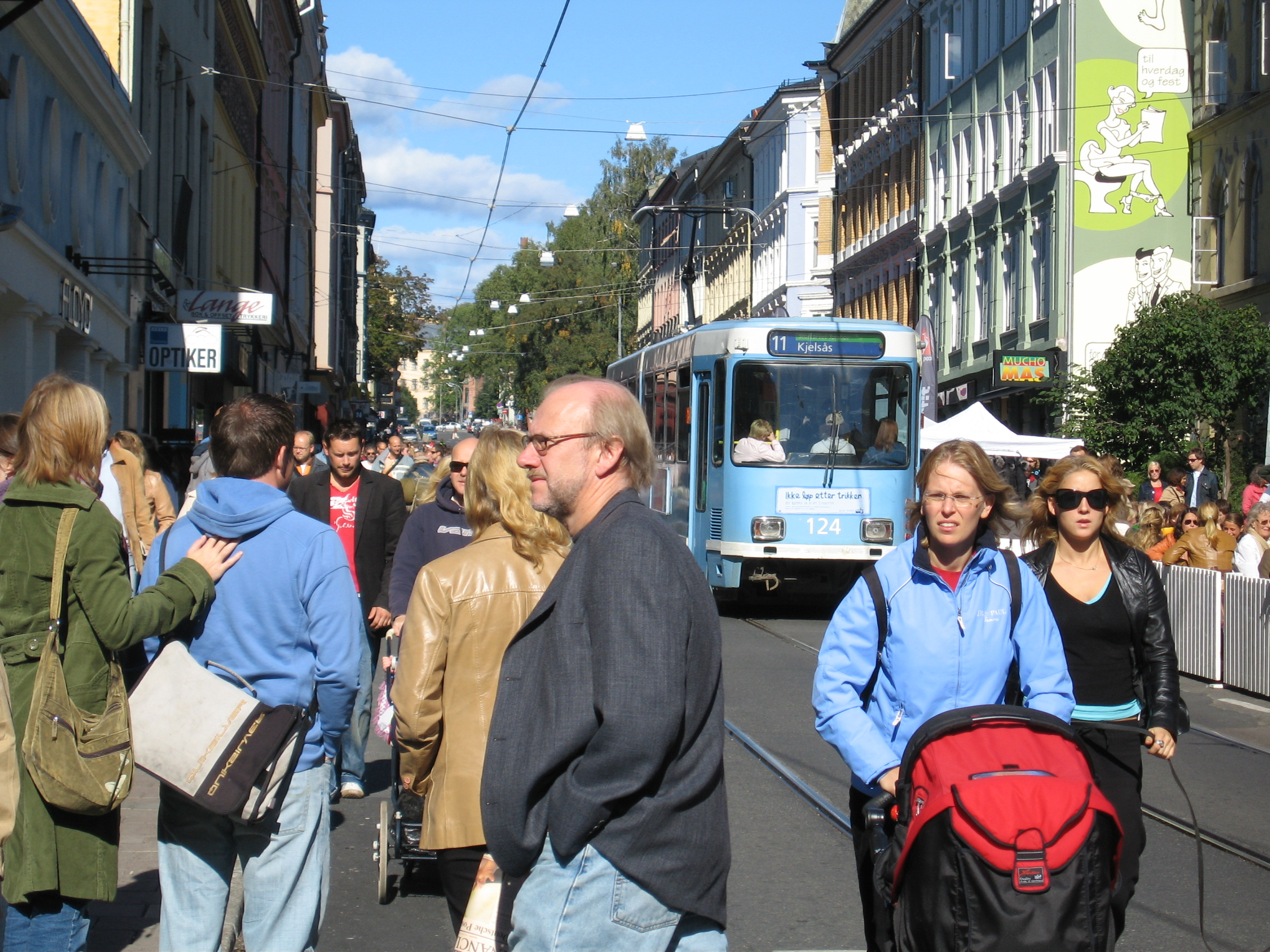
Thorvald Meyer gate w Oslo. Główna ulica dzielnicy Grünerløkka

Thorvald Meyer (ur. 1818, zm. 3 lutego 1909) – norweski przedsiębiorca, mecenas sztuki i  filantrop, syn biznesmena Jakuba Piotra Meyera i Ingeborg Marii Barth Muus. Ożeniony z Anichenn Tofte, pochodzącą z rodziny wielkich posiadaczy ziemskich, miał córkę Ragnhild, którą wydał za Axela Heiberga, norweskiego dyplomatę i finansistę. 
Thorvald Meyer uznawany był za najbogatszego człowieka w Norwegii na przełomie XIX i XX wieku. Swój majątek zbudował głównie na inwestycjach w nieruchomości w Oslo (ówczesna nazwa Christiania), ale również leśnictwie (w gminie Nord-Odal). Wiele swoich budynków podarował miastu. Był wielkim mistrzem Wielkiej Loży Norwegii oraz kawalerem Orderu Karola XIII, Królewskiego Orderu Wazów i Królewskiego Orderu Gwiazdy Polarnej. 
Główna ulica dzielnicy Grünerløkka w Oslo nosi jego imię.